# Palais Fersen
Le palais Fersen (en suédois : Fersenska palatset) est un édifice du quartier de Blasieholmen à Stockholm en Suède,

## Présentation
Le palais Fersen est un bâtiment situé à l'adresse Blasieholmstorg 9-11 de Blasieholmen et il abrite actuellement le siège social de la Handelsbanken.
Le palais Fersen est également connu sous les noms d'autres propriétaires précédents ; Wachtmeister, Sörensen et aussi le palais ou la maison de Sören. Au-dessous du palais se trouve la terrasse Fersen.

## Histoire
Les parties les plus anciennes du palais ont été créées en 1634 sous le nom de 
Maison de l'Amirauté de la Couronne. Il s'agissait d'un bâtiment majestueux de trois étages, construit par le maître maçon Hans Ferster, récemment immigré d'Allemagne.
La maison a été offerte peu de temps après par la reine Christine au maître des écuries nationales Hans Wachtmeister af Björkö, qui a commencé les travaux de transformation de la maison en un palais baroque habitable.
Le palais Wachtmeister est visible dans l'œuvre de Suecia antiqua et hodierna sur les panneaux numéros 39 et 40 au-dessus du Makalös (sv).
Depuis le milieu du XVIIIe siècle, la famille von Fersen vivait dans le palais. L'ancien palais Wachtmeister fut ensuite également reconstruit sous la direction de l'architecte Carl Hårleman.
Louise von Fersen, mariée au comte August Gyldenstolpe, fut la dernière propriétaire de la famille von Fersen.
La propriété fut vendue en 1865 au constructeur Johan Andersson, à qui le riche industriel Nils Georg Sörensen acheta l'ancien palais Fersen en 1872. Sörensen engagea l'architecte Adolf Emil Melander en 1881 pour moderniser le palais, et l'architecte et surintendant Helgo Zettervall participa à la conception de la façade. La maison a été transformée et agrandie en palais de style néo-Renaissance.
En 1916, Sörensen vendit la propriété à sa société Säfveån AB. La désignation de la propriété a également été modifiée : en 1923, l'îlot urbain a reçu le nouveau nom Fersenska Terrassen.
La maison Sörensen a été acquise en 1935 par Försäkrings AB Skandia Freja, puis est devenue la propriété de Handelsbanken en 1966.
Sous la direction des architectes Torsten Attarp et Erik Hjalmarsson, Handelsbanken a procédé à une restauration approfondie en 1974-1976 où ils ont préservé les traditions vieilles de plus de trois cents ans du bâtiment. Aucune intervention n'a radicalement changé son caractère, mais le bâtiment a été soigneusement adapté à son usage actuel.
Dans le cadre du bâtiment avec sa cour en cours de restauration, le sculpteur Sivert Lindblom a été chargé en 1975 de concevoir la cour. Cela peut être vu aujourd'hui avec le carrelage à motifs géométriques de la cour, les sculptures érigées, une fontaine et les luminaires suspendus de la cour.

## Terrasse Fersen
La terrasse Fersen est la terrasse située à côté et au sud du palais Fersen, à l'angle de Stallgatan et Grevgränd. Le bâtiment en terrasse apparaît comme un escalier allant du niveau de la rue jusqu'au niveau du palais. Le faîte du mur de la terrasse est doté d'une balustrade et le mur abrite les bureaux de Handelsbanken.

## Le nouveau bâtiment de Stallgatan
Dans la partie orientale de l'îlot, en bordure de Stallgatan et Blaiseholmstorget, deux maisons du XIXème siècle ont été démolies et une extension conçue par l'architecte Carl Nyrén a été érigée en 1974-1976. Dans le cadre de la construction de la nouvelle maison, la terrasse a été démolie, puis reconstruite. Les plans originaux pour la partie démolie du site prévoyaient de construire un simple immeuble de bureaux moderne sans aucune adaptation au site. Ces plans ont été vivement critiqués et ont été abandonnés. Au lieu de cela, Carl Nyrén a conçu un bâtiment adapté au site, la maison en béton a été enduite de mortier de chaux décolorée avec des pigments de terre, la maison a été équipée de baies vitrées discrètes et d'arcs de fenêtre élancés.
La baie vitrée est devenue le style des futurs bâtiments au cours des années 1980, notamment le bâtiment du conseil régional sur Hornsgatan et le nouveau bâtiment conçu par Carl Nyrén pour Handelsbanken de l'autre côté de Blasieholmstorget.
Le bâtiment a été répertorié dans l'inventaire des propriétés du Musée municipal de Stockholm à Norrmalm et a reçu une classification verte, ce qui signifie une haute valeur culturelle et historique et signifie que le bâtiment est particulièrement précieux d'un point de vue historique, culturel, environnemental ou artistique. Le bâtiment est considéré comme un exemple de la façon dont la vision de l'architecture et de la conservation a changé au cours des années 1970 et le Musée municipal estime que le bâtiment peut se voir attribuer d'importantes valeurs architecturales, historiques et architecturales ainsi qu'un intérêt historique social.

## Galerie

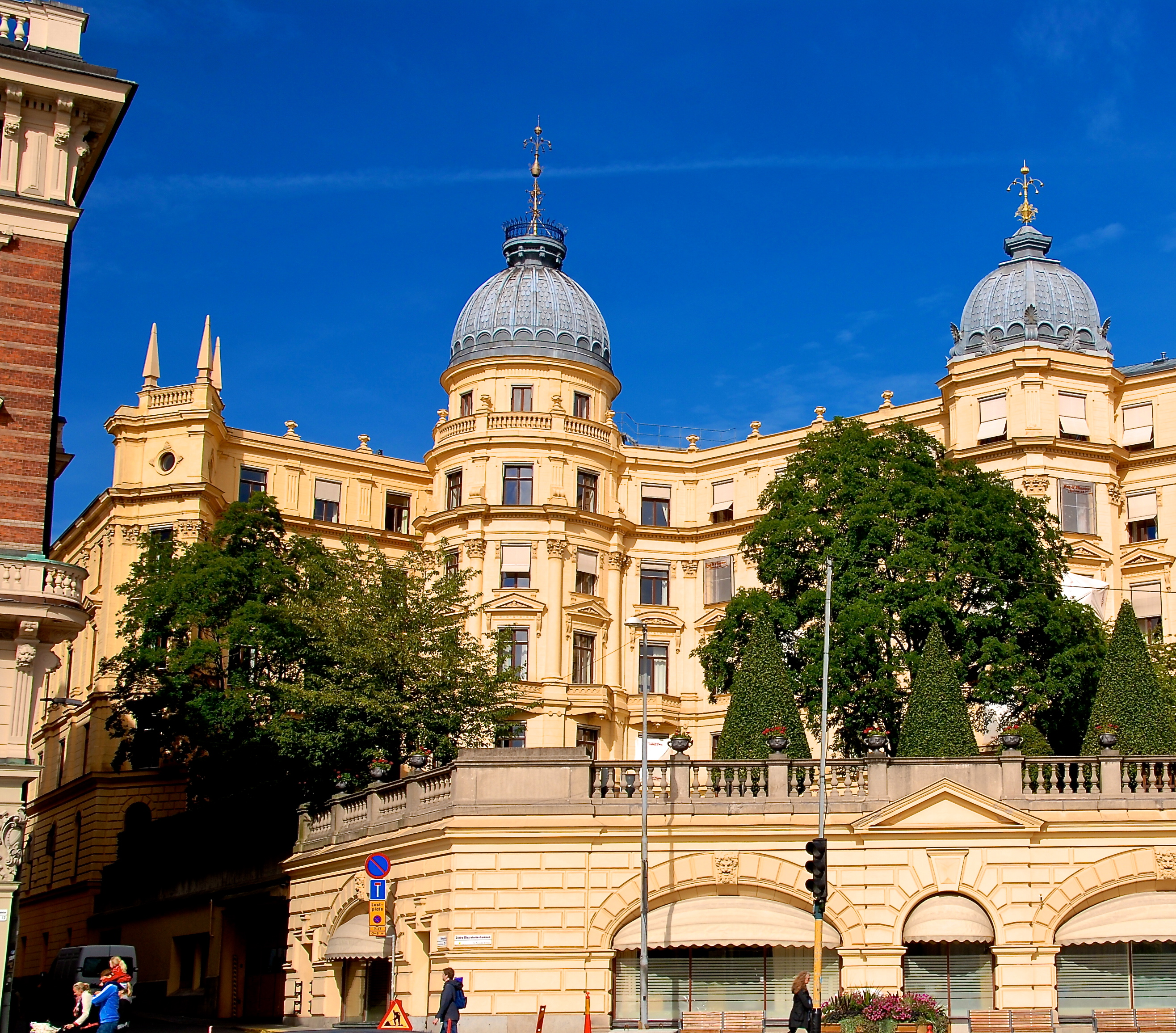
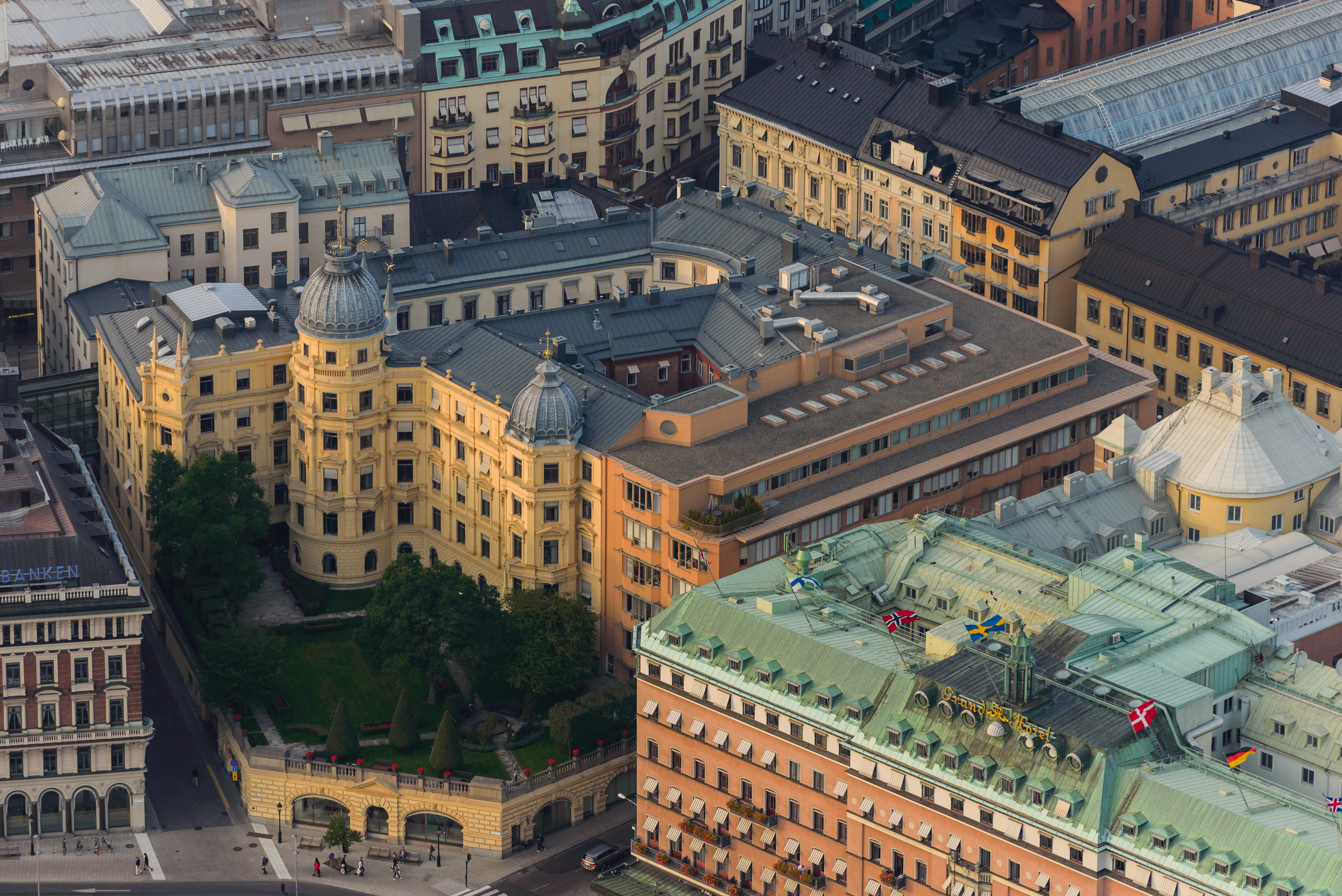
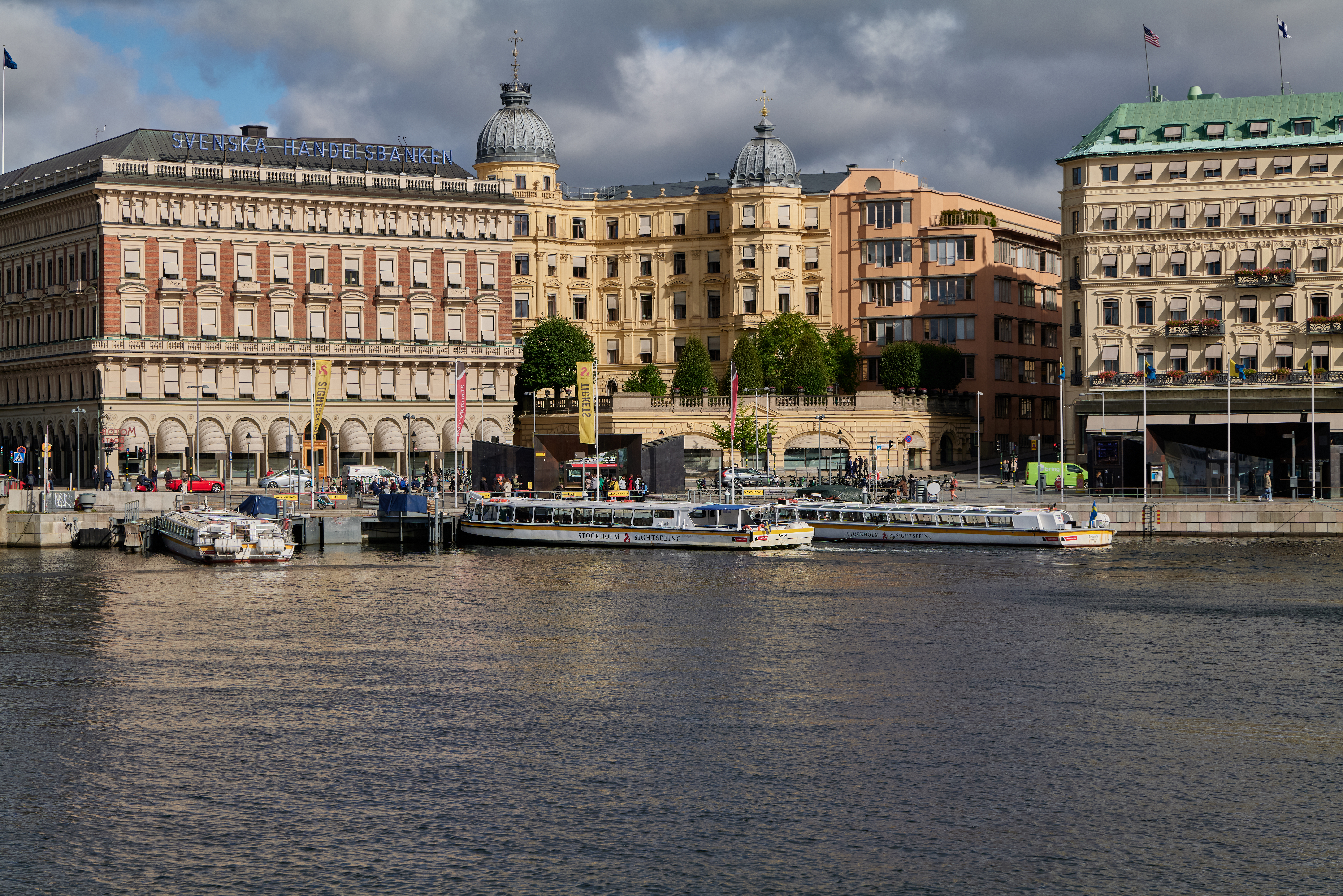